# Pikul

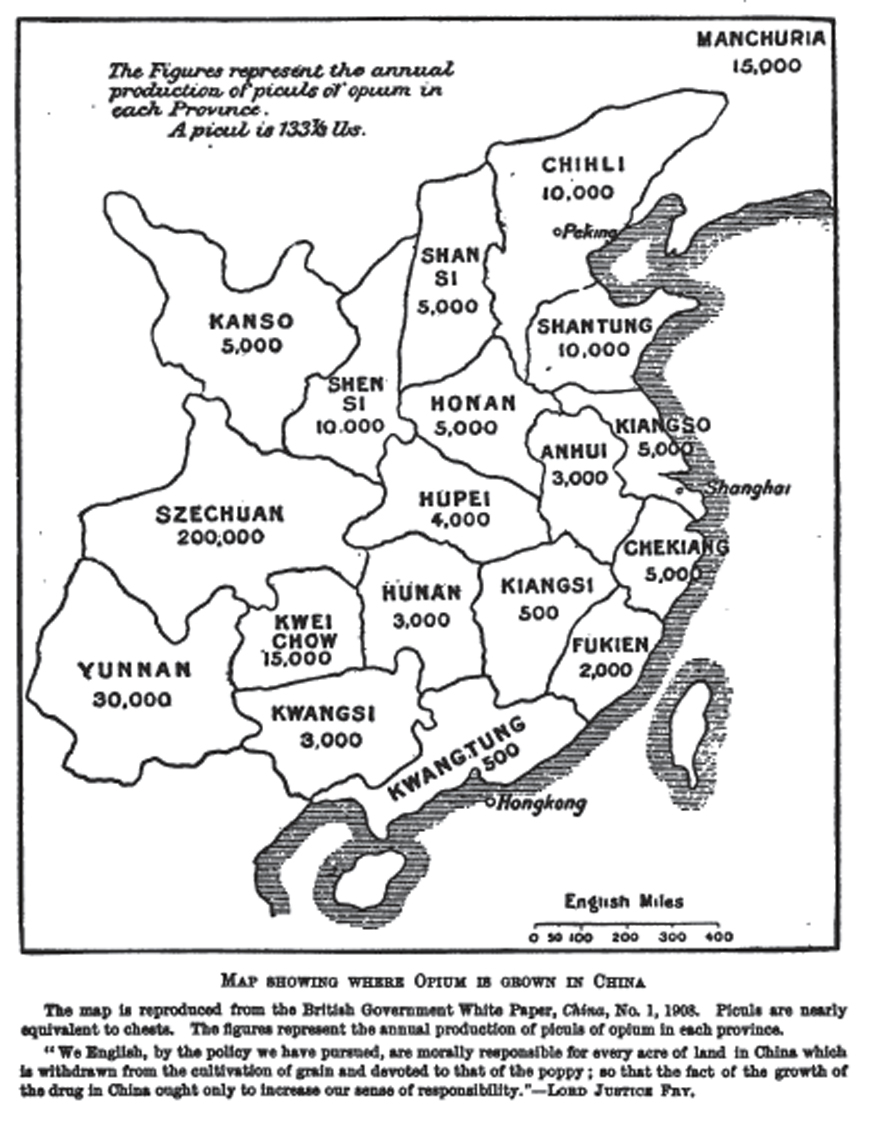
Karta över Kina från 1903 som uppger opiumproduktionen i pikul.

Pikul, även skrivet picul, är ett ursprungligen malajiskt namn på en viktenhet, som använts internationellt i Östasien fram till början av 1900-talet. Den motsvarar omkring 60 kg.  På standardkinesiska heter enheten dan (förenklat 担  , traditionellt 擔 , pinyin dàn) vilket i äldre transkription blivit tan, en beteckning som också är känd i Sverige.
Det kinesiska ordert har den primära betydelsen bärstång. En pikul eller tan var den vikt en man kunde bära på en sådan som på bilden. Enhetens storlek har därför varierat, både regionalt och över tid. 
Enligt Nordisk familjebok 1095  var 1 kinesisk pikul eller tan
som handelsvikt lika med 60,453 kg, men i tullväsendet och i handeln med engelsmän användes  60,479 kg. Som guld-, silver- och myntvikt var värdet 60,128 kg. I Hongkong, som tidigare var brittiskt,  e är det moderna värdet 60.478982  kg. 
En pikul delades i 100 catty, på standardkinesiska jn.  Dess traditionella värde är alltså omkring 604 gram. Sedan 1930, då Kina gick över till metersystemet, har jin fått den nya betydelsen 500 gram.

## "Stone"
Det kinesiska skrivtecknet 石 har pinyin shí  och betyder "sten", på engelska "stone".  Det har emellertid också använts för att en viktenhet på 120 catty, liksom pikul (=100 catty) med pinyin dàn. Den tyngre enheten är känd sedan Qin- och Handynastierna som mått på säd. Under Hongkongs första tid som brittisk koloni var 石 med kantonesiskt uttal shek en officiell viktenhet vid sidan av pikul och svarade då till 72,6 kilogram. Den avskaffades 1885 för att undgå förväxling med den brittiska enheten stone, som är på 14 pund eller 6,35 kilogram. En modern an betydelse av 石 med pinyin dàn är som rymdmått för säd och andra torra varor. Den motsvarr 1 hektoliter.